# Liste der Nummer-eins-Hits in der Schweiz (2012)
Dies ist eine Liste der Nummer-eins-Hits in der Schweiz im Jahr 2012. Sie basiert auf den Top 75 Singles und Top 100 Alben der offiziellen Schweizer Hitparade. Es gab in diesem Jahr 18 Nummer-eins-Hits und 34 Nummer-eins-Alben.

## Singles
| ← 2011 ← | Liste der Nummer-eins-Hits in der Schweiz | Liste der Nummer-eins-Hits in der Schweiz | Liste der Nummer-eins-Hits in der Schweiz | 2013 →                    |
| \| Zeitraum \| Wo. ges. \| Interpret \| Titel Autor(en) \| Zusätzliche Informationen \| \| (Zeitraum, Wochen auf Platz eins, Interpret, Titel, Autor[en], zusätzliche Informationen) \| \| \| \| \| \| ----------------------------------------------------------------------------------------- \| -------- \| ---------------------------- \| ------------------------------------------------------------------------------------------------------------------------------------------------------------------ \| ------------------------- \| \| 25. Dezember 2011 – 7. Januar 2012 2 Wochen \| 2 \| Sean Paul \| She Doesn’t Mind Sean Paul Henriques, Benjamin Levi, Karl Johan Schuster, Jason Nicholas Henriques \| – \| \| 8. Januar 2012 – 21. Januar 2012 2 Wochen (insgesamt 3) \| 3 \| Taio Cruz feat. Flo Rida \| Hangover Lukasz Gottwald, Henry Russell Walter, Taio Cruz \| – \| \| 22. Januar 2012 – 7. April 2012 11 Wochen \| 11 \| Michel Teló \| Ai Se Eu Te Pego! Sharon Acioly Arcoverde, Antonio Carlos Paim Cerqueira, Amanda Grasiele Mesquita Teixeira, Aline Medeiros Da Fonseca, Karine Assis Vinagre \| – \| \| 8. April 2012 – 14. April 2012 1 Woche (insgesamt 3) \| 3 \| Remady & Manu-L feat. J-Son \| Single Ladies Benjamin Mühlenthaler, Thomas Skov Troelsen, Julimar Santos Oliveira Neponuceno, Marc Würgler \| – \| \| 15. April 2012 – 21. April 2012 1 Woche \| 1 \| Olly Murs feat. Rizzle Kicks \| Heart Skips a Beat James Christopher Eliot, Alex James Smith, Samuel Dylan Murray Preston, Harley Sylvester Alexander-Sule, Jordan Stephens \| – \| \| 22. April 2012 – 5. Mai 2012 2 Wochen (insgesamt 3) \| 3 \| Remady & Manu-L feat. J-Son \| Single Ladies Benjamin Mühlenthaler, Thomas Skov Troelsen, Julimar Santos Oliveira Neponuceno, Marc Würgler \| – \| \| 6. Mai 2012 – 12. Mai 2012 1 Woche \| 1 \| Train \| Drive By Patrick T. Monahan, Espen Lind, Amund Ivarsson Björklund \| – \| \| 13. Mai 2012 – 26. Mai 2012 2 Wochen \| 2 \| Luca Hänni \| Don’t Think About Me Dieter Bohlen \| – \| \| 27. Mai 2012 – 2. Juni 2012 1 Woche \| 1 \| Flo Rida \| Whistle Tramar Dillard, David Edward Glass, Antonio Clarence Mobley, Marcus Killian, Justin Scott Franks, Breyan Stanley Isaac, Arthur Scott Pingrey, Joshua Ralph \| – \| \| 3. Juni 2012 – 9. Juni 2012 1 Woche \| 1 \| Carly Rae Jepsen \| Call Me Maybe Joshua Keeler Ramsay, Carly Rae Jepsen, Tavish Crowe \| – \| \| 10. Juni 2012 – 16. Juni 2012 1 Woche \| 1 \| Loreen \| Euphoria Peter Lars Boström, Thomas G:son \| – \| \| 17. Juni 2012 – 23. Juni 2012 1 Woche (insgesamt 4) \| 4 \| Gusttavo Lima \| Balada Jorge Luis Fonseca, Julio R. Gonzalez, Carlos Enrique Castillo, Cássio Sampaio Silva \| – \| \| 24. Juni 2012 – 21. Juli 2012 4 Wochen \| 4 \| Tacabro \| Tacatà Musik: Salvatore Sapienza, Mario Romano; Text: Raúl Rodríguez Martínez \| – \| \| 22. Juli 2012 – 11. August 2012 3 Wochen (insgesamt 4) \| 4 \| Gusttavo Lima \| Balada Jorge Luis Fonseca, Julio R. Gonzalez, Carlos Enrique Castillo, Cássio Sampaio Silva \| – \| \| 12. August 2012 – 1. September 2012 3 Wochen \| 3 \| Pegasus \| Skyline Roman Camenzind, Fred Herrmann, Stefan Brenner, Noah Veraguth, Gabriel Spahni, Simon Spahr \| – \| \| 2. September 2012 – 20. Oktober 2012 7 Wochen \| 7 \| Asaf Avidan & the Mojos \| One Day / Reckoning Song (Wankelmut Remix) Musik: Asaf Avidan, Hadas Kleinman, Ran Nir, Roi Peled, Jonathan Yoni Joni Sheleg, Ori Winkur; Text: Asaf Avidan \| – \| \| 21. Oktober 2012 – 27. Oktober 2012 1 Woche (insgesamt 3) \| 3 \| Adele \| Skyfall Paul Richard Epworth, Adele Laurie Blue Adkins \| – \| \| 28. Oktober 2012 – 3. November 2012 1 Woche \| 1 \| Sons of Nature \| I Love Roman Camenzind, Georg Schlunegger \| – \| \| 4. November 2012 – 17. November 2012 2 Wochen (insgesamt 3) \| 3 \| Psy \| Gangnam Style Yoo Gun-hyung, Park Jae-sang \| – \| \| 18. November 2012 – 1. Dezember 2012 2 Wochen (insgesamt 3) \| 3 \| Adele \| Skyfall Paul Richard Epworth, Adele Laurie Blue Adkins \| – \| \| 2. Dezember 2012 – 12. Januar 2013 6 Wochen \| 6 \| Rihanna \| Diamonds Sia Furler, Benjamin Levin, Mikkel S. Eriksen, Tor Erik Hermansen \| – \| |                                           |                                           | |                           |
| ← 2011 |                                           |                                           | | → 2013 →                  |
| Zeitraum | Wo. ges.                                  | Interpret                                 | Titel Autor(en) | Zusätzliche Informationen |
| (Zeitraum, Wochen auf Platz eins, Interpret, Titel, Autor[en], zusätzliche Informationen) |                                           |                                           | |                           |
| 25. Dezember 2011 – 7. Januar 2012 2 Wochen | 2                                         | Sean Paul                                 | She Doesn’t Mind Sean Paul Henriques, Benjamin Levi, Karl Johan Schuster, Jason Nicholas Henriques                                                                 | –                         |
| 8. Januar 2012 – 21. Januar 2012 2 Wochen (insgesamt 3) | 3                                         | Taio Cruz feat. Flo Rida                  | Hangover Lukasz Gottwald, Henry Russell Walter, Taio Cruz | –                         |
| 22. Januar 2012 – 7. April 2012 11 Wochen | 11                                        | Michel Teló                               | Ai Se Eu Te Pego! Sharon Acioly Arcoverde, Antonio Carlos Paim Cerqueira, Amanda Grasiele Mesquita Teixeira, Aline Medeiros Da Fonseca, Karine Assis Vinagre       | –                         |
| 8. April 2012 – 14. April 2012 1 Woche (insgesamt 3) | 3                                         | Remady & Manu-L feat. J-Son               | Single Ladies Benjamin Mühlenthaler, Thomas Skov Troelsen, Julimar Santos Oliveira Neponuceno, Marc Würgler                                                        | –                         |
| 15. April 2012 – 21. April 2012 1 Woche | 1                                         | Olly Murs feat. Rizzle Kicks              | Heart Skips a Beat James Christopher Eliot, Alex James Smith, Samuel Dylan Murray Preston, Harley Sylvester Alexander-Sule, Jordan Stephens                        | –                         |
| 22. April 2012 – 5. Mai 2012 2 Wochen (insgesamt 3) | 3                                         | Remady & Manu-L feat. J-Son               | Single Ladies Benjamin Mühlenthaler, Thomas Skov Troelsen, Julimar Santos Oliveira Neponuceno, Marc Würgler                                                        | –                         |
| 6. Mai 2012 – 12. Mai 2012 1 Woche | 1                                         | Train                                     | Drive By Patrick T. Monahan, Espen Lind, Amund Ivarsson Björklund                                                                                                  | –                         |
| 13. Mai 2012 – 26. Mai 2012 2 Wochen | 2                                         | Luca Hänni                                | Don’t Think About Me Dieter Bohlen | –                         |
| 27. Mai 2012 – 2. Juni 2012 1 Woche | 1                                         | Flo Rida                                  | Whistle Tramar Dillard, David Edward Glass, Antonio Clarence Mobley, Marcus Killian, Justin Scott Franks, Breyan Stanley Isaac, Arthur Scott Pingrey, Joshua Ralph | –                         |
| 3. Juni 2012 – 9. Juni 2012 1 Woche | 1                                         | Carly Rae Jepsen                          | Call Me Maybe Joshua Keeler Ramsay, Carly Rae Jepsen, Tavish Crowe                                                                                                 | –                         |
| 10. Juni 2012 – 16. Juni 2012 1 Woche | 1                                         | Loreen                                    | Euphoria Peter Lars Boström, Thomas G:son | –                         |
| 17. Juni 2012 – 23. Juni 2012 1 Woche (insgesamt 4) | 4                                         | Gusttavo Lima                             | Balada Jorge Luis Fonseca, Julio R. Gonzalez, Carlos Enrique Castillo, Cássio Sampaio Silva                                                                        | –                         |
| 24. Juni 2012 – 21. Juli 2012 4 Wochen | 4                                         | Tacabro                                   | Tacatà Musik: Salvatore Sapienza, Mario Romano; Text: Raúl Rodríguez Martínez                                                                                      | –                         |
| 22. Juli 2012 – 11. August 2012 3 Wochen (insgesamt 4) | 4                                         | Gusttavo Lima                             | Balada Jorge Luis Fonseca, Julio R. Gonzalez, Carlos Enrique Castillo, Cássio Sampaio Silva                                                                        | –                         |
| 12. August 2012 – 1. September 2012 3 Wochen | 3                                         | Pegasus                                   | Skyline Roman Camenzind, Fred Herrmann, Stefan Brenner, Noah Veraguth, Gabriel Spahni, Simon Spahr                                                                 | –                         |
| 2. September 2012 – 20. Oktober 2012 7 Wochen | 7                                         | Asaf Avidan & the Mojos                   | One Day / Reckoning Song (Wankelmut Remix) Musik: Asaf Avidan, Hadas Kleinman, Ran Nir, Roi Peled, Jonathan Yoni Joni Sheleg, Ori Winkur; Text: Asaf Avidan        | –                         |
| 21. Oktober 2012 – 27. Oktober 2012 1 Woche (insgesamt 3) | 3                                         | Adele                                     | Skyfall Paul Richard Epworth, Adele Laurie Blue Adkins | –                         |
| 28. Oktober 2012 – 3. November 2012 1 Woche | 1                                         | Sons of Nature                            | I Love Roman Camenzind, Georg Schlunegger | –                         |
| 4. November 2012 – 17. November 2012 2 Wochen (insgesamt 3) | 3                                         | Psy                                       | Gangnam Style Yoo Gun-hyung, Park Jae-sang | –                         |
| 18. November 2012 – 1. Dezember 2012 2 Wochen (insgesamt 3) | 3                                         | Adele                                     | Skyfall Paul Richard Epworth, Adele Laurie Blue Adkins | –                         |
| 2. Dezember 2012 – 12. Januar 2013 6 Wochen | 6                                         | Rihanna                                   | Diamonds Sia Furler, Benjamin Levin, Mikkel S. Eriksen, Tor Erik Hermansen                                                                                         | –                         |

## Alben
| ← 2011 ← | Liste der Nummer-eins-Hits in der Schweiz | Liste der Nummer-eins-Hits in der Schweiz | Liste der Nummer-eins-Hits in der Schweiz     | 2013 →                    |
| \| Zeitraum \| Wo. ges. \| Interpret \| Titel \| Zusätzliche Informationen \| \| (Zeitraum, Wochen auf Platz eins, Interpret, Titel, zusätzliche Informationen) \| \| \| \| \| \| ------------------------------------------------------------------------------ \| -------- \| ------------------------------------- \| --------------------------------------------- \| ------------------------- \| \| 25. Dezember 2011 – 11. Februar 2012 7 Wochen (insgesamt 15) \| 15 \| Adele \| 21 \| – \| \| 12. Februar 2012 – 18. Februar 2012 1 Woche \| 1 \| Lana Del Rey \| Born to Die \| – \| \| 19. Februar 2012 – 3. März 2012 2 Wochen (insgesamt 3) \| 3 \| Xavier Naidoo \| Danke fürs Zuhören – Liedersammlung 1998–2012 \| – \| \| 4. März 2012 – 10. März 2012 1 Woche \| 1 \| Plüsch \| Eile mit Weile \| – \| \| 11. März 2012 – 17. März 2012 1 Woche (insgesamt 3) \| 3 \| Xavier Naidoo \| Danke fürs Zuhören – Liedersammlung 1998–2012 \| – \| \| 18. März 2012 – 31. März 2012 2 Wochen \| 2 \| Bruce Springsteen \| Wrecking Ball \| – \| \| 1. April 2012 – 7. April 2012 1 Woche \| 1 \| Unheilig \| Lichter der Stadt \| – \| \| 8. April 2012 – 28. April 2012 3 Wochen \| 3 \| Züri West \| Göteborg \| – \| \| 29. April 2012 – 5. Mai 2012 1 Woche \| 1 \| Die Ärzte \| Auch \| – \| \| 6. Mai 2012 – 12. Mai 2012 1 Woche \| 1 \| Jack White \| Blunderbuss \| – \| \| 13. Mai 2012 – 19. Mai 2012 1 Woche \| 1 \| Norah Jones \| … Little Broken Hearts \| – \| \| 20. Mai 2012 – 26. Mai 2012 1 Woche \| 1 \| Die Toten Hosen \| Ballast der Republik \| – \| \| 27. Mai 2012 – 2. Juni 2012 1 Woche \| 1 \| Gossip \| A Joyful Noise \| – \| \| 3. Juni 2012 – 16. Juni 2012 2 Wochen \| 2 \| Luca Hänni \| My Name Is Luca \| – \| \| 17. Juni 2012 – 23. Juni 2012 1 Woche \| 1 \| Gotthard \| Firebirth \| – \| \| 24. Juni 2012 – 7. Juli 2012 2 Wochen \| 2 \| Gölä \| Ängu u Dämone I \| – \| \| 8. Juli 2012 – 14. Juli 2012 1 Woche \| 1 \| Patent Ochsner \| Johnny – The Rimini Flashdown Part 2 \| – \| \| 15. Juli 2012 – 21. Juli 2012 1 Woche \| 1 \| Linkin Park \| Living Things \| – \| \| 22. Juli 2012 – 1. September 2012 6 Wochen \| 6 \| Gölä \| Ängu u Dämone II \| – \| \| 2. September 2012 – 8. September 2012 1 Woche \| 1 \| Lunik \| What Is Next \| – \| \| 9. September 2012 – 15. September 2012 1 Woche \| 1 \| Alanis Morissette \| Havoc and Bright Lights \| – \| \| 16. September 2012 – 22. September 2012 1 Woche \| 1 \| Florian Ast \| Flöru \| – \| \| 23. September 2012 – 29. September 2012 1 Woche \| 1 \| The xx \| Coexist \| – \| \| 30. September 2012 – 6. Oktober 2012 1 Woche (insgesamt 2) \| 2 \| Pink \| The Truth About Love \| – \| \| 7. Oktober 2012 – 13. Oktober 2012 1 Woche \| 1 \| Xavas \| Gespaltene Persönlichkeit \| – \| \| 14. Oktober 2012 – 20. Oktober 2012 1 Woche \| 1 \| Muse \| The 2nd Law \| – \| \| 21. Oktober 2012 – 27. Oktober 2012 1 Woche \| 1 \| 77 Bombay Street \| Oko Town \| – \| \| 28. Oktober 2012 – 3. November 2012 1 Woche \| 1 \| Bushido \| AMYF \| – \| \| 4. November 2012 – 17. November 2012 2 Wochen \| 2 \| Stephan Eicher \| L’envolée \| – \| \| 18. November 2012 – 24. November 2012 1 Woche \| 1 \| Robbie Williams \| Take the Crown \| – \| \| 25. November 2012 – 1. Dezember 2012 1 Woche \| 1 \| One Direction \| Take Me Home \| – \| \| 2. Dezember 2012 – 8. Dezember 2012 1 Woche (insgesamt 3) \| 3 \| Rihanna \| Unapologetic \| – \| \| 9. Dezember 2012 – 15. Dezember 2012 1 Woche \| 1 \| Noah Veraguth, Stress & Bastian Baker \| Noël’s Room \| – \| \| 16. Dezember 2012 – 22. Dezember 2012 1 Woche \| 1 \| Paul Kalkbrenner \| Guten Tag \| – \| \| 23. Dezember 2012 – 30. Dezember 2012 2 Wochen \| 2 \| Bruno Mars \| Unorthodox Jukebox \| – \| \| 31. Dezember 2012 – 12. Januar 2013 1 Woche (insgesamt 3) \| 3 \| Rihanna \| Unapologetic \| – \| |                                           |                                           |                                               |                           |
| ← 2011 |                                           |                                           |                                               | → 2013 →                  |
| Zeitraum | Wo. ges.                                  | Interpret                                 | Titel                                         | Zusätzliche Informationen |
| (Zeitraum, Wochen auf Platz eins, Interpret, Titel, zusätzliche Informationen) |                                           |                                           |                                               |                           |
| 25. Dezember 2011 – 11. Februar 2012 7 Wochen (insgesamt 15) | 15                                        | Adele                                     | 21                                            | –                         |
| 12. Februar 2012 – 18. Februar 2012 1 Woche | 1                                         | Lana Del Rey                              | Born to Die                                   | –                         |
| 19. Februar 2012 – 3. März 2012 2 Wochen (insgesamt 3) | 3                                         | Xavier Naidoo                             | Danke fürs Zuhören – Liedersammlung 1998–2012 | –                         |
| 4. März 2012 – 10. März 2012 1 Woche | 1                                         | Plüsch                                    | Eile mit Weile                                | –                         |
| 11. März 2012 – 17. März 2012 1 Woche (insgesamt 3) | 3                                         | Xavier Naidoo                             | Danke fürs Zuhören – Liedersammlung 1998–2012 | –                         |
| 18. März 2012 – 31. März 2012 2 Wochen | 2                                         | Bruce Springsteen                         | Wrecking Ball                                 | –                         |
| 1. April 2012 – 7. April 2012 1 Woche | 1                                         | Unheilig                                  | Lichter der Stadt                             | –                         |
| 8. April 2012 – 28. April 2012 3 Wochen | 3                                         | Züri West                                 | Göteborg                                      | –                         |
| 29. April 2012 – 5. Mai 2012 1 Woche | 1                                         | Die Ärzte                                 | Auch                                          | –                         |
| 6. Mai 2012 – 12. Mai 2012 1 Woche | 1                                         | Jack White                                | Blunderbuss                                   | –                         |
| 13. Mai 2012 – 19. Mai 2012 1 Woche | 1                                         | Norah Jones                               | … Little Broken Hearts                        | –                         |
| 20. Mai 2012 – 26. Mai 2012 1 Woche | 1                                         | Die Toten Hosen                           | Ballast der Republik                          | –                         |
| 27. Mai 2012 – 2. Juni 2012 1 Woche | 1                                         | Gossip                                    | A Joyful Noise                                | –                         |
| 3. Juni 2012 – 16. Juni 2012 2 Wochen | 2                                         | Luca Hänni                                | My Name Is Luca                               | –                         |
| 17. Juni 2012 – 23. Juni 2012 1 Woche | 1                                         | Gotthard                                  | Firebirth                                     | –                         |
| 24. Juni 2012 – 7. Juli 2012 2 Wochen | 2                                         | Gölä                                      | Ängu u Dämone I                               | –                         |
| 8. Juli 2012 – 14. Juli 2012 1 Woche | 1                                         | Patent Ochsner                            | Johnny – The Rimini Flashdown Part 2          | –                         |
| 15. Juli 2012 – 21. Juli 2012 1 Woche | 1                                         | Linkin Park                               | Living Things                                 | –                         |
| 22. Juli 2012 – 1. September 2012 6 Wochen | 6                                         | Gölä                                      | Ängu u Dämone II                              | –                         |
| 2. September 2012 – 8. September 2012 1 Woche | 1                                         | Lunik                                     | What Is Next                                  | –                         |
| 9. September 2012 – 15. September 2012 1 Woche | 1                                         | Alanis Morissette                         | Havoc and Bright Lights                       | –                         |
| 16. September 2012 – 22. September 2012 1 Woche | 1                                         | Florian Ast                               | Flöru                                         | –                         |
| 23. September 2012 – 29. September 2012 1 Woche | 1                                         | The xx                                    | Coexist                                       | –                         |
| 30. September 2012 – 6. Oktober 2012 1 Woche (insgesamt 2) | 2                                         | Pink                                      | The Truth About Love                          | –                         |
| 7. Oktober 2012 – 13. Oktober 2012 1 Woche | 1                                         | Xavas                                     | Gespaltene Persönlichkeit                     | –                         |
| 14. Oktober 2012 – 20. Oktober 2012 1 Woche | 1                                         | Muse                                      | The 2nd Law                                   | –                         |
| 21. Oktober 2012 – 27. Oktober 2012 1 Woche | 1                                         | 77 Bombay Street                          | Oko Town                                      | –                         |
| 28. Oktober 2012 – 3. November 2012 1 Woche | 1                                         | Bushido                                   | AMYF                                          | –                         |
| 4. November 2012 – 17. November 2012 2 Wochen | 2                                         | Stephan Eicher                            | L’envolée                                     | –                         |
| 18. November 2012 – 24. November 2012 1 Woche | 1                                         | Robbie Williams                           | Take the Crown                                | –                         |
| 25. November 2012 – 1. Dezember 2012 1 Woche | 1                                         | One Direction                             | Take Me Home                                  | –                         |
| 2. Dezember 2012 – 8. Dezember 2012 1 Woche (insgesamt 3) | 3                                         | Rihanna                                   | Unapologetic                                  | –                         |
| 9. Dezember 2012 – 15. Dezember 2012 1 Woche | 1                                         | Noah Veraguth, Stress & Bastian Baker     | Noël’s Room                                   | –                         |
| 16. Dezember 2012 – 22. Dezember 2012 1 Woche | 1                                         | Paul Kalkbrenner                          | Guten Tag                                     | –                         |
| 23. Dezember 2012 – 30. Dezember 2012 2 Wochen | 2                                         | Bruno Mars                                | Unorthodox Jukebox                            | –                         |
| 31. Dezember 2012 – 12. Januar 2013 1 Woche (insgesamt 3) | 3                                         | Rihanna                                   | Unapologetic                                  | –                         |

## Jahreshitparaden
| ← 2011 ← | Liste der Nummer-eins-Hits in der Schweiz | Liste der Nummer-eins-Hits in der Schweiz                   | Liste der Nummer-eins-Hits in der Schweiz | 2013 →   |
| \| Singles \| Position# \| Alben \| \| ----------------------------------------------------------------------------------------------------------------------------------------------------------------------------------- \| --------- \| ----------------------------------------------------------- \| \| Ai Se Eu Te Pego! Michel Teló Sharon Acioly Arcoverde, Antonio Carlos Paim Cerqueira, Amanda Grasiele Mesquita Teixeira, Aline Medeiros Da Fonseca, Karine Assis Vinagre \| 1 \| 21 Adele \| \| Somebody That I Used to Know Gotye feat. Kimbra Walter Andre E. De Backer, Luiz Bonfá \| 2 \| Born to Die Lana Del Rey \| \| Ma chérie DJ Antoine feat. The Beat Shakers Fabio Antoniali, Antoine Konrad, Boris Krstajić, Danica Krstajić, Maurizio Pozzi \| 3 \| Lichter der Stadt Unheilig \| \| One Day / Reckoning Song (Wankelmut Remix) Asaf Avidan & the Mojos Musik: Asaf Avidan, Hadas Kleinman, Ran Nir, Roi Peled, Jonathan Yoni Joni Sheleg, Ori Winkur; Text: Asaf Avidan \| 4 \| Ballast der Republik Die Toten Hosen \| \| Call Me Maybe Carly Rae Jepsen Joshua Keeler Ramsay, Carly Rae Jepsen, Tavish Crowe \| 5 \| Ängu u Dämone I Gölä \| \| Balada Gusttavo Lima Jorge Luis Fonseca, Julio R. Gonzalez, Carlos Enrique Castillo, Cássio Sampaio Silva \| 6 \| The 2nd Law Muse \| \| Whistle Flo Rida Tramar Dillard, David Edward Glass, Antonio Clarence Mobley, Marcus Killian, Justin Scott Franks, Breyan Stanley Isaac, Arthur Scott Pingrey, Joshua Ralph \| 7 \| Danke fürs Zuhören – Liedersammlung 1998–2012 Xavier Naidoo \| \| She Doesn’t Mind Sean Paul Sean Paul Henriques, Benjamin Levi, Karl Johan Schuster, Jason Nicholas Henriques \| 8 \| Life in a Beautiful Light Amy Macdonald \| \| I Follow Rivers Lykke Li Richard W. Nowels Jr., Björn Daniel Arne Yttling, Li Lykke Timotej Zachrisson \| 9 \| The Truth About Love Pink \| \| Gangnam Style Psy Yoo Gun-hyung, Park Jae-sang \| 10 \| Göteborg Züri West \| |                                           |                                                             |                                           |          |
| ← 2011 |                                           |                                                             |                                           | → 2013 → |
| Singles | Position#                                 | Alben                                                       |                                           |          |
| Ai Se Eu Te Pego! Michel Teló Sharon Acioly Arcoverde, Antonio Carlos Paim Cerqueira, Amanda Grasiele Mesquita Teixeira, Aline Medeiros Da Fonseca, Karine Assis Vinagre | 1                                         | 21 Adele                                                    |                                           |          |
| Somebody That I Used to Know Gotye feat. Kimbra Walter Andre E. De Backer, Luiz Bonfá | 2                                         | Born to Die Lana Del Rey                                    |                                           |          |
| Ma chérie DJ Antoine feat. The Beat Shakers Fabio Antoniali, Antoine Konrad, Boris Krstajić, Danica Krstajić, Maurizio Pozzi | 3                                         | Lichter der Stadt Unheilig                                  |                                           |          |
| One Day / Reckoning Song (Wankelmut Remix) Asaf Avidan & the Mojos Musik: Asaf Avidan, Hadas Kleinman, Ran Nir, Roi Peled, Jonathan Yoni Joni Sheleg, Ori Winkur; Text: Asaf Avidan | 4                                         | Ballast der Republik Die Toten Hosen                        |                                           |          |
| Call Me Maybe Carly Rae Jepsen Joshua Keeler Ramsay, Carly Rae Jepsen, Tavish Crowe | 5                                         | Ängu u Dämone I Gölä                                        |                                           |          |
| Balada Gusttavo Lima Jorge Luis Fonseca, Julio R. Gonzalez, Carlos Enrique Castillo, Cássio Sampaio Silva | 6                                         | The 2nd Law Muse                                            |                                           |          |
| Whistle Flo Rida Tramar Dillard, David Edward Glass, Antonio Clarence Mobley, Marcus Killian, Justin Scott Franks, Breyan Stanley Isaac, Arthur Scott Pingrey, Joshua Ralph | 7                                         | Danke fürs Zuhören – Liedersammlung 1998–2012 Xavier Naidoo |                                           |          |
| She Doesn’t Mind Sean Paul Sean Paul Henriques, Benjamin Levi, Karl Johan Schuster, Jason Nicholas Henriques | 8                                         | Life in a Beautiful Light Amy Macdonald                     |                                           |          |
| I Follow Rivers Lykke Li Richard W. Nowels Jr., Björn Daniel Arne Yttling, Li Lykke Timotej Zachrisson | 9                                         | The Truth About Love Pink                                   |                                           |          |
| Gangnam Style Psy Yoo Gun-hyung, Park Jae-sang | 10                                        | Göteborg Züri West                                          |                                           |          |